# Zim (Software)
Zim ist ein Desktop-Wiki, mit dem Notizen, Termine und Aufgabenlisten organisiert werden können. Es speichert die Informationen in gut menschenlesbaren Textdateien mit Auszeichnungscodes für typische Hervorhebungen wie Überschriften, fette und kursive Schrift. Bilder und andere Dateien können in die Texte eingebunden werden. Aufgrund der Speicherung von Wiki-Seiten im Textformat kann Zim problemlos mit verteilten Versionskontrollsystemen wie Mercurial oder Git genutzt werden, was eine sehr einfache Synchronisation von Notizbüchern mit anderen Geräten und Nutzern ermöglicht.
Für Zim gibt es mehrere Plug-ins; zum Beispiel das Einbinden eines Kalenders oder das Einfügen von mathematischen Formeln mittels LaTeX. Eine ganze Datenbank („Notizbuch“) kann in HTML-Dokumente exportiert werden.
Es ist in Python geschrieben und hat eine GTK+-basierte graphische Benutzeroberfläche (mittels PyGTK und PyGObject). Die erste (Test-)Version wurde am 21. September 2005 veröffentlicht. Bis einschließlich Version 0.29 war Zim in Perl geschrieben.

## Verfügbarkeit
Zim wird als freie Software auch im Quelltext unter den Bedingungen der GNU General Public License (GPL) verbreitet. Es steht für Linux und Windows-Systeme vorkompiliert bereit und ist auch auf macOS lauffähig, am einfachsten mit MacPorts. Unter Arch Linux, Fedora, Debian und Ubuntu ist es möglich, Zim direkt aus den Paketquellen zu installieren. Zim funktioniert auch unter Maemo auf dem Nokia N900 Internet Tablet in einer angepassten Version.
Die angebotene Windows-Setup Datei erfordert keine Admin-Rechte und ist mit einer Auswahl in der Setup-Routine „portabel“ installierbar.